# Caluso
Caluso (piemonti nyelven Caluso) egy község Olaszországban, Torino megyében.

## Elhelyezkedése

Caluso község Torino megye térképén

A Calusoval határos települések: Barone Canavese, Candia Canavese, Chivasso, Foglizzo, Mazzè, Montanaro és San Giorgio Canavese.

## Testvérvárosok
- Brissac-Quincé, Franciaország